# American Dad!
American Dad! (Pare americà, en català) és una sèrie d'animació per a adolescents i adults del creador de Family Guy, Seth MacFarlane.
Tracta de la història d'un pare de família republicà, conservador i altament paranoic i patriòtic que treballa en la CIA. La família la completen el seu fill de 14 anys, la seva filla de 18 anys, la seva dona, un extraterrestre i un peix amb el cervell d'un esquiador olímpic alemany.
En Estats Units com en diversos països, va ser estrenada el 6 de gener de 2005 juntament amb els nous episodis de la prèviament cancel·lada Family Guy.

## Actors de veu
| Principals actors de veu | Principals actors de veu | Principals actors de veu | Principals actors de veu | Principals actors de veu | Principals actors de veu |
| ------------------------ | ------------------------ | ------------------------ | ------------------------ | ------------------------ | ------------------------ |
| Seth MacFarlane          | Wendy Schaal             |                          | Rachael MacFarlane       |                          |                          |
| Seth MacFarlane          | Wendy Schaal             | Scott Grimes             | Rachael MacFarlane       | Dee Bradley Baker        |                          |
| Stan and Roger           | Francine                 | Steve                    | Hayley                   | Klaus                    |                          |